# اندیس سازندامیران۱
سازندامیران۱ یک اندیس فلزی است که در حوالی شهر الشتر استان لرستان قرار دارد و مادهٔ معدنی موجود در آن، طلا است.  